# Caro (bebida)

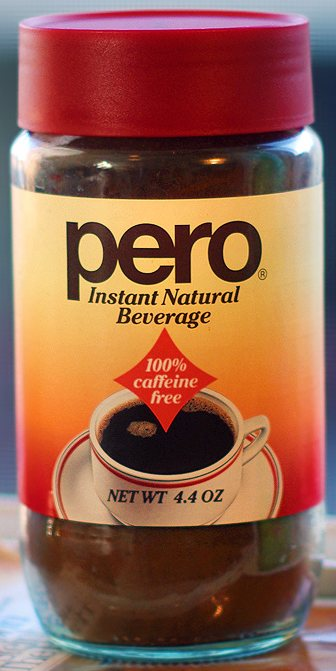
Caro é vendido sob o nome Pero nos Estados Unidos pela InterNatural Foods

Caro é uma marca de bebida de grãos torrados, um substituto de café sem cafeína feito de cevada torrada, cevada maltada, chicória e centeio. É fabricado pela Nestlé e foi introduzido pela primeira vez na Alemanha Ocidental em 1954. Está disponível em toda a Europa e em outros mercados, incluindo Nova Zelândia e Austrália. É importado para os Estados Unidos sob o nome Pero e vendido na Espanha como Eko.
Caro está disponível como um pó instantâneo ou como Caro Extra na forma granulada. O nome "Caro" faz referência à palavra alemã "Karo", o termo para o naipe de cartas de diamante, visto de forma estilizada nos logotipos dos produtos usados na Alemanha e nos Estados Unidos.

## Informação nutricional
| Informação nutricional por 100g | Informação nutricional por 100g |
| ------------------------------- | ------------------------------- |
| Energia                         | 1225kJ / 256kcal                |
| Proteína                        | 5.5g                            |
| Carboidratos                    | 60g                             |
| Gordura                         | 0.3g                            |